# Futsal Shuffle 2020
«Futsal Shuffle 2020» — песня американского рэпера Lil Uzi Vert. Она была выпущена 13 декабря 2019 года на лейблах Atlantic, Warner и WEA. Песня является бонусной композицией с его второго студийного альбома Eternal Atake. Песня дебютировала под номером 5 в чарте Billboard Hot 100, обогнав «XO Tour Llif3» и стала самой успешной в карьере Uzi. Существует танец, который был вдохновлён песней.

## Предыстория
30 ноября 2019 года Lil Uzi Vert дал послушать отрывок композиции, в этом видео он танцевал. Он назвал танец «Futsal Shuffle». Он так же сказал, что танец будет популярным в 2020 году.

## Оценки
Тони М. Сентено из XXL описал песню как «бодрый бэнгер» с битом, «который включает в себя синтезатор». Джошуа Эспиноза из Complex сказал, что это «типичный трек Узи», в песне поётся о «частных самолётах, деньгах, лейблах, девушках и парнях».

## Чарты
| Чарт (2019—2020)                           | Высшая позиция |
| ------------------------------------------ | -------------- |
| Австралия (ARIA)                           | 62             |
| Бельгия/Фландрия (Ultratip Bubbling Under) | 9              |
| Канада (Billboard Canadian Hot 100)        | 8              |
| Ирландия (IRMA)                            | 36             |
| Новая Зеландия Hot Singles (RMNZ)          | 4              |
| Португалия (AFP)                           | 87             |
| Словакия (Singles Digitál Top 100)         | 94             |
| Швеция Heatseeker (Sverigetopplistan)      | 6              |
| Швейцария (Schweizer Hitparade)            | 46             |
| Великобритания (OCC UK Singles)            | 57             |
| США (Billboard Hot 100)                    | 5              |
| США (Billboard Hot R&B/Hip-Hop Songs)      | 2              |
| США Rolling Stone Top 100                  | 2              |